# Henri Mulet
Henri Mulet (Parijs, 17 oktober 1878 - Draguignan, 20 september 1967) was een Frans organist en componist.

## Levensloop
Hij studeerde aan het Conservatoire national supérieur de musique in Parijs. Aanvankelijk studeerde hij cello bij Jules Delsart, maar hij stapte over op het orgel bij Charles–Marie Widor en Alexandre Guilmant. Ook studeerde hij harmonieleer bij onder anderen Raoul Pugno. Mulet won in 1893 de eerste prijs van het conservatorium voor cello, in 1896 de eerste prijs voor harmonieleer en in 1897 de tweede prijs voor orgel. In de jaren 1910-24 was hij organist-titularis van diverse kerken in Parijs.
Zijn ideeën zette hij uiteen in Les tendances néfastes et antireligieuses de l’orgue moderne (1922). Daarin verklaarde hij zich een tegenstander van in zijn ogen laakbare tendensen bij het moderne orgelspel, dat zich steeds meer losmaakte van de eredienst in de Katholieke Kerk. In de bijgevoegde Étude sur les mutations et les mécanismes rationnels de cet instrument ontvouwde hij zijn gedachten over de technische kanten van het orgel, die tot uiting kwamen in de restauratie van het orgel van de Église Saint-Philippe-du-Roule in de Rue du Faubourg-Saint Honoré. Die was naar zijn wensen uitgevoerd door de orgelbouwer Charles Mutin.   
Van 1924 tot 1931 was hij docent aan de Schola Cantorum de Paris van Vincent d'Indy. In 1937 verbrandde hij zijn manuscripten en trok zich terug in een klooster in de Provence. Tot 1959 was hij organist van het Merklin-orgel in de Église Saint-Michel van Draguignan. Toen hij in 1967 stierf, had hij 30 van zijn bijna 89 levensjaren in eenzaamheid doorgebracht. Hoewel hij gehuwd was, bleef hij kinderloos. 
Hij is een voorbeeld van de Franse symfonische school (postromantiek). Zijn bekendste orgelwerk is het tiendelige Esquisses byzantines, waarvoor hij zijn inspiratie opdeed in de Sacré-Cœurbasiliek van Montmartre.

## Werken
Orkest
- Dans la vallée du tombeau (Souvenir de Lombardie), symfonisch gedicht (1908)
- La Toussaint, symfonisch gedicht (1909)
- Fantaisie pastorale (1911)
- Paysage d’hiver
- Paysages crépusculaires
- Scherzo-Marche
- Petite suite sur des airs populaires français

Orgel
- Méditation religieuse (1896?)
- Prière (1902?)
- Carillon-Sortie (1912?), opgedragen aan Joseph Bonnet
- Esquisses byzantines (1914-19): Nef – Vitrail - Rosace – Chapelle des morts – Campanile - Procession – Chant funèbre – Noël – In Paradisum – Tu es petra
- Offertoire funèbre
- Petit offertoire (1911)
- Sortie douce (1911)
- Offertoire sur un Alléluia grégorien, pour la fête du Très-Saint-Rosaire

Harmonium
- Angelus
- Offertoire
- Sortie

Geestelijke muziek
- O mon Jésus (1900)
- Laudate Dominum, 4-stemmig met orgel
- Ave Maria, 3-stemmig met orgel

Liederen
- L’aigu bruissement (1904)
- Soleils couchants (1904)
- Les deux étoiles (1910)
- Le dernier des Maourys (1911)
- Le talion (1912)

Overig
- Danse afghane voor piano (1904)
- 2 Noëls voor hobo of klarinet met piano (1904)
- Danse persane voor piano (1910)
- Petit lied très facile voor klavecimbel of piano (1910)

- Bibsys: 5074125
- Bibliothèque nationale de France: cb139363001 (data)
- Gemeinsame Normdatei: 134588355
- International Standard Name Identifier: 0000 0000 8159 1762
- Library of Congress Control Number: n82099782
- Nationale Bibliotheek van Letland: 000046626
- MusicBrainz: 52d334d7-0c6c-4c5d-93e9-a0bbf4880279
- Nationale Bibliotheek van Israël: 987007459068005171
- Nederlandse Thesaurus van Auteursnamen: 107169096
- SNAC: w62929zk
- Virtual International Authority File: 79169085
- WorldCat: E39PBJc3JxXygyhkX94vjPMtrq